# 1995 en astronomie
| Années de l'astronomie : 1992 - 1993 - 1994 - 1995 - 1996 - 1997 - 1998    |
| Décennies de l'astronomie : 1960 - 1970 - 1980 - 1990 - 2000 - 2010 - 2020 |

Cet article présente les événements qui se sont produits pendant l'année 1995 dans le domaine de l'astronomie.

## Événements
La première version de l'échelle de Turin créée par Richard Binzel, appelée « A Near-Earth Object Hazard Index » (« un indice du danger des objets géocroiseurs »), est présentée à une conférence des Nations unies.

### Février
- Le Projet Phoenix commence la recherche de transmissions extraterrestres en utilisant le radiotélescope de l'observatoire de Parkes en Nouvelle-Galles du Sud en Australie, le plus grand télescope dans l'hémisphère sud.
- 8 février : l'astéroïde (6349) Acapulco est découvert par Masahiro Koishikawa.

### Mars
- 22 mars : le cosmonaute Valeri Poliakov revient après un record de 438 jours passé dans l'espace à bord de la station spatiale station spatiale Mir.

### Juillet
- 23 juillet : la comète Hale-Bopp est découverte par Alan Hale et Thomas Bopp indépendamment.

### Octobre
- 6 octobre : découverte de la première exoplanète 51 Pegasi b par Michel Mayor et Didier Queloz (de l'observatoire de Genève), d'après des observations qu'ils ont réalisées à l'observatoire de Haute-Provence grâce à la méthode des vitesses radiales. L'étoile hôte est 51 Pegasi, dans la constellation de Pégase, située à environ 50 années lumière de la Terre.

### Décembre
- 7 décembre : arrivée de la sonde Galileo au voisinage de Jupiter.

## Prix
- Prix Jules-Janssen : François Roddier
- Médaille Bruce : James Peebles
- Henry Norris Russell Lectureship : Robert Paul Kraft
- Klumpke-Roberts Award : Heidi Hammel
- Médaille Herschel : George Isaak
- Prix d'astronomie Annie J. Cannon : Suzanne Madden
- Prix George Van Biesbroeck : Arlo Landolt
- Prix Harold Clayton Urey : Emmanuel Lellouch
- Prix Helen B. Warner pour l'astronomie : E. Sterl Phinney
- Prix Muhlmann : Steven Vogt
- Prix Newton Lacy Pierce en astronomie : Andrew McWilliam